# Архангельский, Николай Александрович (художник)
Никола́й Алекса́ндрович Арха́нгельский (1914—1982) — русский советский театральный художник. Лауреат Сталинской премии в области литературы и искусства (1952), Заслуженный деятель искусств РСФСР (1958).

## Биография
Родился 8 (21) ноября 1914 года в с. Чиндясы Кузнецкого уезда Саратовской губернии.
В 1930 году окончил в Кузнецке среднюю школу и поступил учеником декоратора в местный театр.
В 1939 году окончил театрально-декоративное отделение Саратовского художественного училища (с того же года до 1952 года преподавал в этом училище). Член Союза художников СССР с 1944 года.
Деятельность театрального художника начал в 1945 году в Саратовском Театре юного зрителя им. Ленинского комсомола.
С 1957 года — главный художник этого театра.
Для постановок Саратовского ТЮЗа создал целый ряд прекрасных декораций, в том числе к спектаклям «Недоросль» Д. И. Фонвизина, «Молодая гвардия» А. А. Фадеева, «Братья Карамазовы» Ф. М. Достоевского, «Что делать?» Н. Г. Чернышевского.
Наиболее известной работой Николая Александровича является оформление спектакля «Аленький цветочек», который по сей день идет на сцене Саратовского ТЮЗа, выдержав более 1400 постановок, при этом декорации восстановлены по эскизам и чертежам Н. Архангельского.
В 1952 году Н. А. Архангельский стал лауреатом Сталинской премии в области литературы и искусства за оформление спектакля Юрия Киселёва «Алеша Пешков», рассказывающего о детстве М. Горького и ставшего яркой постановкой 1951 года.
Персональные выставки состоялись в Саратове в 1957 и 1976 годах.
Скончался 8 ноября 1982 года в Саратове.

## Комментарии
1. ↑  В 1950 году село Чиндясы вошло в состав Шемышейки.